# The Loneliest Time
The Loneliest Time é o sexto álbum de estúdio da cantora canadense Carly Rae Jepsen. Foi lançado em 21 de outubro de 2022, através da 604 Records, School Boy e Interscope Records. O álbum foi precedido pelo primeiro single, "Western Wind", seguido de "Beach House", "Talking to Yourself" e a faixa-título. O álbum recebeu críticas positivas e foi incluído em várias lista de melhores do ano. Em divulgação ao álbum, Jepsen embarcou na The So Nice Tour, que começou em setembro de 2022.

## Antecedentes
Em maio de 2020, Jepsen revelou que havia gravado um "álbum inteiro de quarentena" durante o confinamento. Jepsen falou ao The Guardian que ela estava escrevendo músicas pelo Zoom ao lado do colaborador de longa data Tavish Crowe.

Ao discutir o álbum em uma entrevista com a Crack, Jepsen afirmou que queria estar menos consciente das décadas pelas quais passou. Em vez disso, ela foi inspirada por vários estilos, incluindo pop dos anos 80, folk dos anos 70, funk e disco. Jepsen também explicou que queria se tornar mais autorreflexiva e analítica de seus próprios comportamentos:
"Eu tinha o playground de todas as épocas para pular, e isso era mais apenas escrever com o coração, em qualquer direção que as músicas quisessem ir, ... Me emocionou ter aqueles momentos de flerte no [novo] álbum, mas também ampliar o espectro do que o assunto de uma música pop poderia ser...
Em uma entrevista com The Ringer, Jepsen indicou a possibilidade um Lado B de The Loneliest Time, tal como ela fez com seus álbuns anteriores Emotion (2015) e Dedicated (2019), afirmando que "há 65 [B-sides] que eu escutei com as quais eu poderia fazer algo".

## Divulgação
"Western Wind" como primeiro single do disco em 6 de maio de 2022. O álbum foi disponibilizado para pré-venda em 2 de agosto, enquanto o segundo single, "Beach House" foi lançado três dias depois. Os terceiro e quarto singles, "Talking to Youserlf" e a faixa-título, colaboração com Rufus Wainwright, foram lançados em 16 setembro e 7 de outubro, respectivamente.
Em 21 de setembro. Jepsen embarcou na sua quarta turnê de concertos ao longo da América do Norte, The So Nice Tour. Enquanto estava na turnê, ela anunciou mais datas na Europa e Austrália. A turnê foi finalizada em 14 de março de 2023.

## Desempenho comercial
No Canadá, The Loneliest Time estreou na 18ª posição da Canadian Albums Chart. Nos Estados Unidos, o álbum atingiu a 19ª posição da Billboard 200, tornando-se o quarto álbum de Jepsen a alcançar o top 20. Ademais, o álbum também conquistou o número 16 na tabela de álbuns do Reino Unido, configurando-se como a maior posição alcançada pela cantora na tabela em dez anos.

## Lista de faixas
| The Loneliest Time – Edição padrão |                                                  |                                                |                                          |         |  |
| N.º                                | Título                                           | Compositor(es)                                 | Produtor(es)                             | Duração |  |
| 1.                                 | "Surrender My Heart"                             | Carly Rae Jepsen Imad Royal Max Hershenow      | Royal Hershenow Jordan Palmer [a]        | 2:48    |  |
| 2.                                 | "Joshua Tree"                                    | Jepsen Tavish Crowe Luke Nicolli               | Nicolli Palmer [a]                       | 2:29    |  |
| 3.                                 | "Talking to Yourself"                            | Jepsen Simon Wilcox Benjamin Berger Ryan Rabin | Captain Cuts                             | 2:53    |  |
| 4.                                 | "Far Away"                                       | Jepsen Crowe Nathan Jenkins                    | Bullion Jenkins [v] Jonathan Gilmore [v] | 2:59    |  |
| 5.                                 | "Sideways"                                       | Jepsen Jay Stolar John Hill Palmer             | Hill Palmer                              | 2:16    |  |
| 6.                                 | "Beach House"                                    | Jepsen Nate Cyphert Alex Hope                  | Hope SameSame [a]                        | 2:30    |  |
| 7.                                 | "Bends"                                          | Jepsen Crowe Jenkins                           | Bullion Gilmore [v]                      | 3:15    |  |
| 8.                                 | "Western Wind"                                   | Jepsen Rostam Batmanglij                       | Batmanglij                               | 3:45    |  |
| 9.                                 | "So Nice"                                        | Jepsen Cyphert Kyle Shearer                    | Shearer                                  | 3:39    |  |
| 10.                                | "Bad Thing Twice"                                | Jepsen Stolar Hill Palmer                      | Hill Palmer                              | 3:13    |  |
| 11.                                | "Shooting Star"                                  | Jepsen Jared Solomon Danny Silberstein         | Solomonophonic                           | 3:19    |  |
| 12.                                | "Go Find Yourself or Whatever"                   | Jepsen Batmanglij                              | Batmanglij                               | 4:44    |  |
| 13.                                | "The Loneliest Time" (part. de Rufus Wainwright) | Jepsen Cyphert Shearer                         | Shearer                                  | 4:34    |  |
| Duração total:                     | Duração total:                                   | Duração total:                                 | Duração total:                           | 42:23   |  |

| The Loneliest Time – Edições das lojas Target e HMV (faixa bônus) |                |                        |                |         |  |
| N.º                                                               | Título         | Compositor(es)         | Produtor(es)   | Duração |  |
| 14.                                                               | "Keep Away"    | Jepsen Cyphert Shearer | Shearer        | 4:02    |  |
| Duração total:                                                    | Duração total: | Duração total:         | Duração total: | 46:25   |  |

| The Loneliest Time – Edição japonesa (faixas bônus) |                                |                               |                |         |  |
| N.º                                                 | Título                         | Compositor(es)                | Produtor(es)   | Duração |  |
| 14.                                                 | "Anxious"                      | Jepsen Crowe Oliver Lundström | Lundström      | 2:57    |  |
| 15.                                                 | "No Thinking Over the Weekend" | Jepsen Bao Patrik Berger      | Berger         | 4:42    |  |
| Duração total:                                      | Duração total:                 | Duração total:                | Duração total: | 49:23   |  |

| The Loneliest Time – Edição para streaming (faixas bônus) |                |                        |                |         |  |
| N.º                                                       | Título         | Compositor(es)         | Produtor(es)   | Duração |  |
| 16.                                                       | "Keep Away"    | Jepsen Cyphert Shearer | Shearer        | 4:02    |  |
| Duração total:                                            | Duração total: | Duração total:         | Duração total: | 54:04   |  |

## Tabelas musicais
| Tabela musical (2022)                              | Melhor posição |
| -------------------------------------------------- | -------------- |
| Alemanha - Digital Albums (GfK Entertainment)      | 39             |
| Austrália (ARIA)                                   | 62             |
| Bélgica (Ultratop Flanders)                        | 180            |
| Bélgica (Ultratop Wallonia)                        | 180            |
| Canadá (Billboard)                                 | 18             |
| Escócia (OCC)                                      | 7              |
| Espanha (PROMUSICAE)                               | 94             |
| Estados Unidos (Billboard 200)                     | 19             |
| Estados Unidos - Top Tastemaker Albums (Billboard) | 7              |
| Irlanda (IRMA)                                     | 61             |
| Japão (Oricon)                                     | 52             |
| Japão (Billboard Japan)                            | 52             |
| Nova Zelândia (RMNZ)                               | 37             |
| Reino Unido (OCC)                                  | 16             |